# Rozvoreanî, Zolociv
Rozvoreanî (în ucraineană Розворяни) este un sat în comuna Zastavne din raionul Zolociv, regiunea Liov, Ucraina.

## Demografie
Componența lingvistică a localității Rozvoreanî
     Ucraineană (99,76%)
     Alte limbi (0,24%)
Conform recensământului din 2001, majoritatea populației localității Rozvoreanî era vorbitoare de ucraineană (99,76%), existând în minoritate și vorbitori de alte limbi.